# DearMoon
#dearMoon Project (укр. Проєкт «Любий Місяць») або Туристична місія SpaceX — назви польоту космічних туристів, що здійснюватиметься навколо Місяця. Головним пасажиром буде японський мільярдер Юсаку Маедзава, який зробив «значний» грошовий внесок у розробку ракети-носія Starship, за що також отримав право взяти із собою кількох осіб. Маедзава вирішив, що ними стануть 8 різноманітних митців. Після повернення на Землю вони, натхненні побаченим, мають створити мистецькі шедеври.

## Анонс 2017—2018 років
Планувалося, що двох космічних туристів розмістять у пілотованому КК Dragon 2 і запустять його ракетою-носієм Falcon Heavy (обидвоє виробництва SpaceX). Політ було попередньо заплановано на кінець 2018 року, про що 27 лютого 2017 року повідомив Ілон Маск. Хоча імена щасливчиків не називалися, але, відповідно до заяви компанії, вони вже оплатили значну частину вартості подорожі і проходитимуть підготовку до польоту. Тривати місія повинна була близько тижня. Офіційна вартість квитка не повідомлялася, хоча Маск заявив, що вона буде співмірною з вартістю туристичної мандрівки на МКС. Останнього разу вона коштувала 35 млн $ (для порівняння: відправлення одного астронавта на ПКК Союз обходитиметься НАСА у 2018 році у 81,7 млн $).
Але 7 лютого 2018 року після тестового польоту Falcon Heavy із Tesla Roadster Ілона Маска на борту керівник SpaceX повідомив, що більше не планує використовувати Falcon Heavy для пілотованих місій, а Dragon 2 на ННО (МКС) запускатиметься ракетою Falcon 9 Block 5. Для відправлення людей до Місяця і далі SpaceX активніше візьметься за розробку BFR.

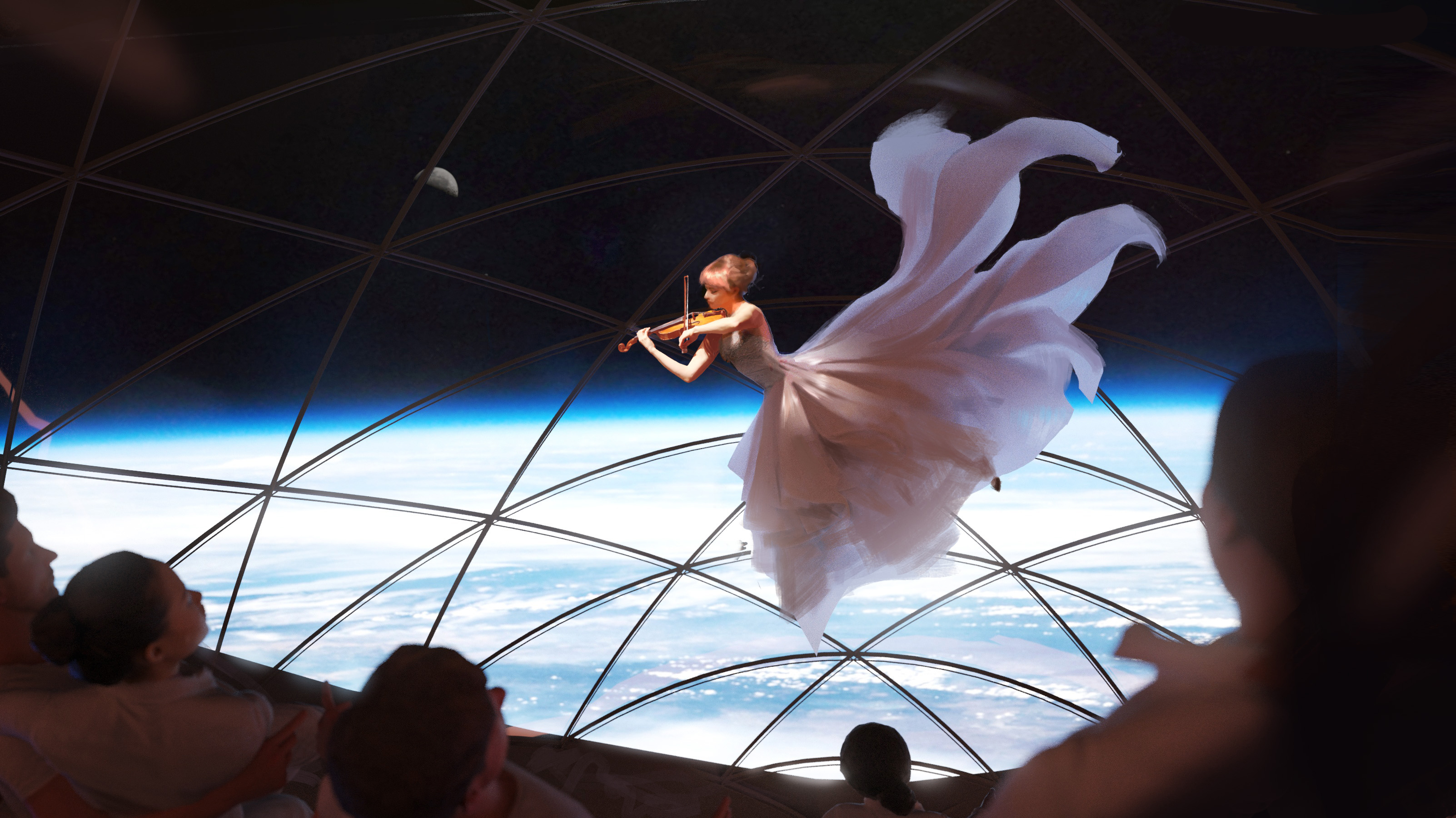
Гра на скрипці на борту BFR

17 вересня 2018 року Ілон Маск на спеціально організованому заході повідомив, що першим офіційним космічним туристом, який скористається послугами SpaceX, стане Юсаку Маедзава. Виявляється, саме він викупав місця для польоту на Dragon 2 у попередньому варіанті туристичної місії. Хоча політ на космічному кораблі BFR (наразі Starship) значно відтерміновується в часі (не раніше 2023 року), летіти на ньому пасажирам буде значно комфортніше.

## 2020 рік
У січні 2020 року Маедзава оголосив, що шукає собі подругу, яка стала б йому партнеркою і в житті, і в польоті до Місяця. Відбір мав відбуватися на шоу по японському телебаченню. Відгукнулися 27 722 претендентки, але 30 січня Маедзава вибачився і скасував кастинг.

## Деталі місії

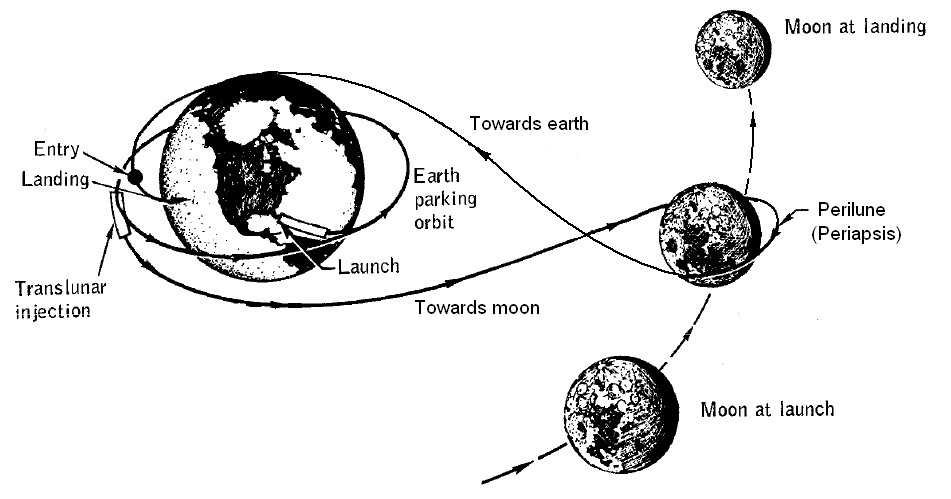
Навколомісячна траєкторія

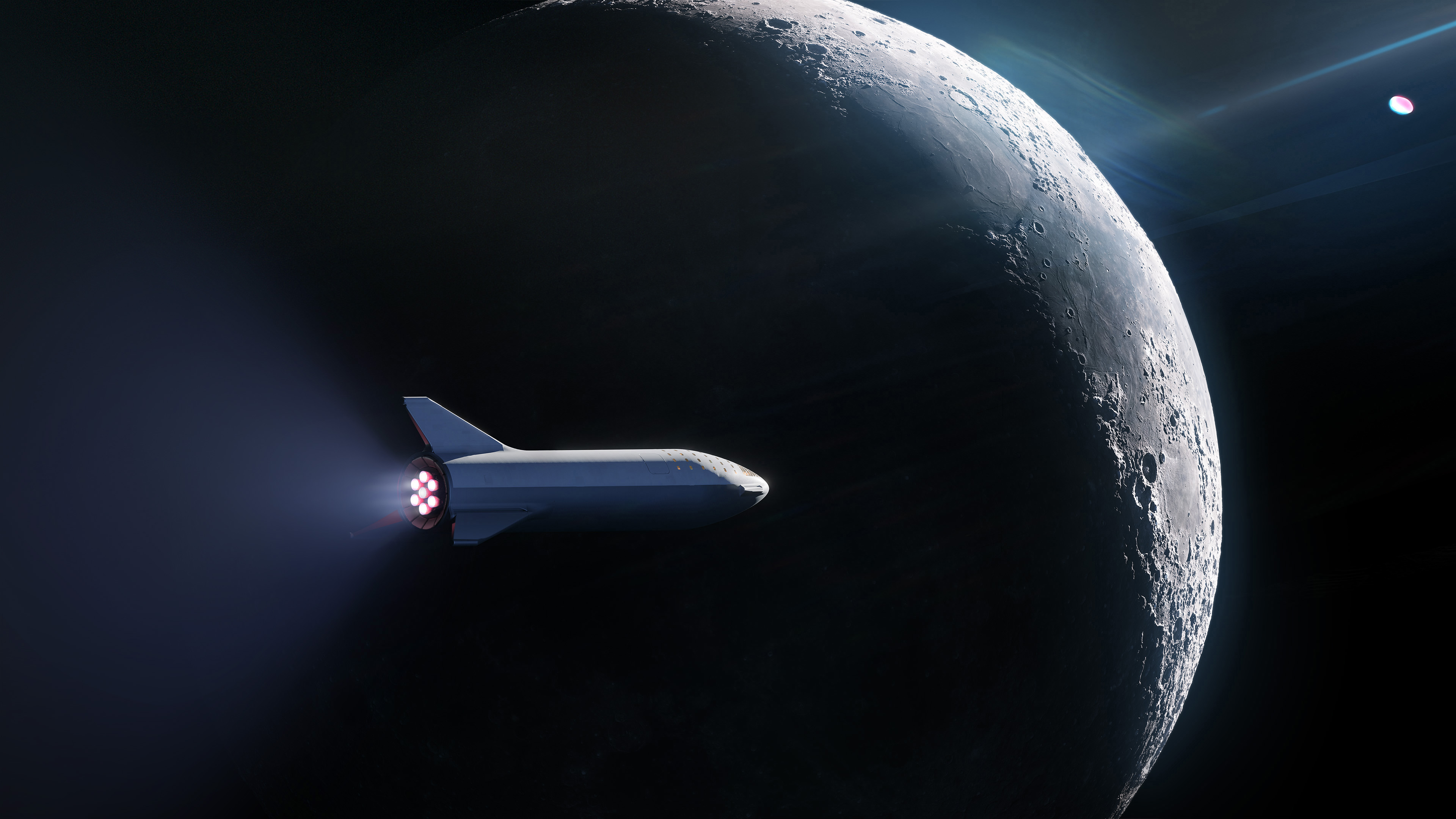
BFR пролітає над Місяцем

Політ триватиме майже 6 днів. Космічний корабель рухатиметься навколо Місця ретроградною навколомісячною траєкторією, яка є одним із видів так званої траєкторії автоматичного повернення. Її також застосовували під час польоту КК «Аполлон-13», який повинен був втретє висадити американський екіпаж на Місяць, але цього не сталося через аварію. Зробивши петлю навколо Місяця і використовуючи його гравітацію, «Аполлон-13» зміг повернутися додому.
Планується, що це буде перша в цьому тисячолітті пілотована місія, екіпаж якої побуває коло Місяця після тривалої перерви, що почалася у 1972 році («Аполлон-17), а також стане черговим кроком на шляху здійснення планів Ілона Маска щодо колонізації Марса.
Майже аналогічну місію (Exploration Mission-2), але з науковою метою, планує НАСА, фінансуючи розробку КК Оріон та ракети SLS.